# Лафит, Жан
Жан Лафит (фр. Jean Lafitte, 1776 или 1780 — после 1826) — французский приватир и контрабандист, который с молчаливого одобрения американского правительства грабил английские и испанские корабли в Мексиканском заливе. Расцвет его «предприятия» пришёлся на 1810-е годы.

## Биография
Ряд подробностей о ранней жизни Жана Лафита остаются неясными и часто противоречат друг другу. В одном документе Лафит утверждал, что родился в 1780 году в Бордо, Франция, в семье сефардских евреев, а его бабушка и мать бежали из Испании во Францию в 1765 году после того, как его дед по материнской линии был предан смерти инквизицией за тайное исповедание иудаизма. Он и его брат Пьер поочередно утверждали, что он родился в городе Байонна, в то время как в других документах того времени местом его рождения указываются такие города, как Сен-Мало или Брест. О нём говорили, что Лафит знает побережье Мексиканского залива лучше любого картографа. Документально подтверждено, что в 1805 году он сбывал награбленное через торговое предприятие своего брата Пьера в Новом Орлеане.
После принятия президентом США Томасом Джефферсоном билля о запрете ввоза новых рабов на территорию США (1807) Лафиты перенесли свою деятельность в залив Баратария у берегов Луизианы, где под их начальством служило до тысячи человек. Лафиты осуществляли нелегальные поставки рабов в южные штаты США. Их люди и пушки сыграли заметную роль в победе Эндрю Джексона над англичанами в битве за Новый Орлеан (1815). Жан Лафит предложил генералу Эндрю Джексону помощь в защите Нового Орлеана от надвигающегося британского вторжения в обмен на его команду и прощение. Его люди сражались с такой храбростью и эффективностью в битве при Новом Орлеане 8 января 1815 года, что они были упомянуты в общем приказе генерал-майора Эндрю Джексона от 21 января как «проявившие необычайную храбрость и мастерство в полевых условиях». В результате этого успеха все обвинения против Баратарианцев  были сняты. 
В 1817 году под давлением властей Луизианы Лафит перебрался на техасский остров Гальвестон, где основал квазигосударство под названием «Кампече». Он продолжал контрабандой поставлять рабов южноамериканским плантаторам, используя таких посредников, как Джеймс Боуи. В 1821 году один из лафитовских капитанов без его ведома напал на плантацию в Луизиане. Лафит приказал повесить провинившегося, а в честь посланных вдогонку американских моряков устроил банкет и охоту. Тем не менее американские власти приказали Лафиту затопить свои корабли и в течение двух месяцев оставить Гальвестон. Эти требования были им выполнены. Сохранив под своим началом всего два корабля из некогда могучей флотилии, Лафит с горсткой подручных обосновался на островах Исла-Мухерес у берегов Юкатана. Даже в это трудное время он оберегал своё «честное имя» в США и не нападал на американские суда. 
После 1826 года известия о нём пропадают, однако в Луизиане ещё долгое время ходили легенды о подвигах капитана Лафита.

## Память
- В городе Лейк-Чарлз ежегодно проводятся «дни контрабандистов» в память о Лафите и его людях.
- Именем Лафита назван заповедник у побережья Баратарии.
- В 1950-е годы в печати появился судовой журнал Лафита, однако его подлинность оспаривается.
- В 1938 году Фредрик Марч сыграл Жана Лафита в голливудском фильме «Флибустьер».
- В 1958 году Энтони Куинн снял в Голливуде новый фильм о пирате, которого сыграл Юл Бриннер.
- Лафит фигурирует в игре «Sid Meier’s Pirates!».